# Atalanta Bergamasca Calcio 1994-1995
Questa pagina raccoglie i dati riguardanti l'Atalanta Bergamasca Calcio nelle competizioni ufficiali della stagione 1994-1995.

## Stagione
Nella stagione 1994-1995 dopo la retrocessione dell'anno precedente la società bergamasca riaffida la guida tecnica a Emiliano Mondonico, che già aveva guidato la squadra qualche anno prima con ottimi risultati, con l'intento di ritornare nella massima serie. In questa stagione per la prima volta nelle due serie principali del calcio italiano, la vittoria assegna tre punti e non più due come in passato. Dopo una prima parte di campionato alquanto sofferta, con la squadra nerazzurra ai limiti della zona retrocessione, durante il girone di ritorno con un crescendo strepitoso, inanella una serie di partite positive, (tra cui sette vittorie consecutive tra gennaio e marzo) che la riporta in zona promozione. Nell'ultima partita del campionato sconfigge (2-1) la Salernitana, avversaria diretta nella lotta per la promozione, in una sorta di spareggio per raggiungere la massima serie, colta con la quarta posizione a 66 punti. Ritorna in Serie A con il Piacenza, l'Udinese ed il Vicenza.
Il cammino in Coppa Italia della Dea si interrompe nel doppio confronto del secondo turno per mano del Cagliari, dopo aver eliminato il Bologna nel primo turno in gara unica.
Partecipa anche al Torneo Anglo-Italiano dove affronta nel girone eliminatorio Swindon Town, Tranmere Rovers, Notts County e Wolverhampton Wanderers, vi ottiene una vittoria, 2 pareggi ed una sconfitta, venendo eliminata. Nella finale disputata a Londra il Notts County ha battuto (2-1) l'Ascoli.

## Organigramma societario
Area direttiva
- Presidente: Ivan Ruggeri
- Vice presidenti: Marco Radici
- Amministratore delegato: Aldo Piceni
- Direttore generale: Giacomo Randazzo

Area organizzativa
- Segretario generale: Carlo Valenti

Area tecnica
- Team Manager: Maurizio Bucarelli
- Responsabile tecnico: Franco Previtali
- Collaboratore tecnico: Gabriele Messina
- Allenatore: Emiliano Mondonico
- Vice allenatore: Alfredo Magni
- Preparatore dei portieri: Nello Malizia
- Preparatore atletico: Marco Rota

Area sanitaria
- Staff medico: Amedeo Amadeo, Paolo Amaddeo, Andrea Murnigotti, Raffaello Rossi e Agostino Sammarco
- Massaggiatori: Marco Piacezzi e Giuseppe Corna

## Rosa
| N. |                    | Ruolo | Calciatore        |
| -- | ------------------ | ----- | ----------------- |
|    | Italia (bandiera)  | P     | Fabrizio Ferron   |
|    | Italia (bandiera)  | P     | Davide Pinato     |
|    | Italia (bandiera)  | D     | Nicola Boselli    |
|    | Uruguay (bandiera) | D     | Paolo Montero     |
|    | Italia (bandiera)  | D     | Simone Pavan      |
|    | Italia (bandiera)  | D     | Cristiano Pavone  |
|    | Italia (bandiera)  | D     | Emanuele Tresoldi |
|    | Italia (bandiera)  | D     | Mauro Valentini   |
|    | Italia (bandiera)  | D     | Marco Zanchi      |
|    | Italia (bandiera)  | C     | Tebaldo Bigliardi |
|    | Italia (bandiera)  | C     | Walter Bonacina   |
|    | Italia (bandiera)  | C     | Daniele Fortunato |
|    | Italia (bandiera)  | C     | Oscar Magoni      |

| N. |                      | Ruolo | Calciatore           |
| -- | -------------------- | ----- | -------------------- |
|    | Italia (bandiera)    | C     | Domenico Morfeo      |
|    | Italia (bandiera)    | C     | Mirco Poloni         |
|    | Italia (bandiera)    | C     | Franco Rotella       |
|    | Italia (bandiera)    | C     | Stefano Salvatori    |
|    | Italia (bandiera)    | C     | Cristiano Scapolo    |
|    | Italia (bandiera)    | C     | Sebastiano Vecchiola |
|    | Italia (bandiera)    | A     | Vincenzo Chianese    |
|    | Italia (bandiera)    | A     | Maurizio Ganz        |
|    | Italia (bandiera)    | A     | Tomas Locatelli      |
|    | Italia (bandiera)    | A     | Federico Pisani      |
|    | Argentina (bandiera) | A     | Leo Rodriguez        |
|    | Italia (bandiera)    | A     | Giampaolo Saurini    |
|    | Italia (bandiera)    | A     | Gianluca Temelin     |

## Risultati

### Campionato

#### Girone di andata
| Arbitro: | Tombolini (Ancona) |

|              |           |             |
| Giordano 90’ | Marcatori | 78’ Scapolo |

| Arbitro: | Braschi (Prato) |

|             |           |  |
| Scapolo 14’ | Marcatori |  |

| Como 18 settembre 1994 3ª giornata | Como                 | 0 – 0 | Atalanta | Stadio Giuseppe Sinigaglia\| Arbitro: \| Trentalange (Torino) \| |
| Arbitro:                           | Trentalange (Torino) |       |          |                                                                  |

| Arbitro: | Treossi (Forlì) |

|  |           |                                        |
|  | Marcatori | 31’ (aut.) Pavan 37’ Vieri 87’ Cerbone |

| Arbitro: | Brignoccoli (Ancona) |

|                    |           |                |
| Saurini 46’ (rig.) | Marcatori | 89’ Ceramicola |

| Arbitro: | Quartuccio (Torre Annunziata) |

|                              |           |  |
| Modica 25’ (rig.) Vasari 82’ | Marcatori |  |

| Arbitro: | Pellegrino (Barcellona Pozzo di Gotto) |

|                                          |           |                           |
| Caccia 26’ (rig.), 53’, 80’ Baglieri 52’ | Marcatori | 13’ Saurini 73’ Rodriguez |

| Arbitro: | Farina (Novi Ligure) |

|                             |           |  |
| Ganz 62’ Vecchiola 81’, 90’ | Marcatori |  |

| Perugia 30 ottobre 1994 9ª giornata | Perugia           | 0 – 0 | Atalanta | Stadio Renato Curi\| Arbitro: \| Beschin (Legnago) \| |
| Arbitro:                            | Beschin (Legnago) |       |          |                                                       |

| Bergamo 6 novembre 1994 10ª giornata | Atalanta             | 0 – 0 | Vicenza | Stadio Atleti Azzurri d'Italia\| Arbitro: \| Pairetto (Nichelino) \| |
| Arbitro:                             | Pairetto (Nichelino) |       |         |                                                                      |

| Arbitro: | Boggi (Salerno) |

|            |           |             |
| Calori 30’ | Marcatori | 28’ Montero |

| Arbitro: | Borriello (Mantova) |

|  |           |                   |
|  | Marcatori | 56’ F. Fermanelli |

| Andria 4 dicembre 1994 13ª giornata | Fidelis Andria               | 0 – 0 | Atalanta | Stadio Comunale\| Arbitro: \| De Prisco (Nocera Inferiore) \| |
| Arbitro:                            | De Prisco (Nocera Inferiore) |       |          |                                                               |

| Arbitro: | Lana (Torino) |

|                      |           |            |
| Vecchiola 48’ (rig.) | Marcatori | 28’ Hubner |

| Arbitro: | Arena (Ercolano) |

|                  |           |            |
| Tosto 54’ (rig.) | Marcatori | 43’ Magoni |

| Bergamo 23 dicembre 1994 16ª giornata | Atalanta         | 0 – 0 | Piacenza | Stadio Atleti Azzurri d'Italia\| Arbitro: \| Cardona (Milano) \| |
| Arbitro:                              | Cardona (Milano) |       |          |                                                                  |

| Arbitro: | Franceschini (Bari) |

|  |           |                    |
|  | Marcatori | 45’ (rig.) Saurini |

| Arbitro: | Dinelli (Lucca) |

|             |           |  |
| Saurini 48’ | Marcatori |  |

| Arbitro: | Collina (Viareggio) |

|            |           |               |
| Pisano 58’ | Marcatori | 82’ Fortunato |

#### Girone di ritorno
| Arbitro: | De Santis (Tivoli) |

|                           |           |                           |
| Ganz 57’, 86’ Saurini 70’ | Marcatori | 49’ Cossato 81’ Gentilini |

| Arbitro: | Cesari (Genova) |

|  |           |            |
|  | Marcatori | 47’ Morfeo |

| Arbitro: | Tombolini (Ancona) |

|                                  |           |  |
| Saurini 56’ (rig.) Ganz 66’, 83’ | Marcatori |  |

| Arbitro: | Braschi (Prato) |

|                         |           |                                    |
| Cerbone 23’ Nardini 90’ | Marcatori | 17’ Ganz 83’ Scapolo 89’ Vecchiola |

| Arbitro: | Cinciripini (Ascoli Piceno) |

|  |           |          |
|  | Marcatori | 24’ Ganz |

| Arbitro: | Pacifici (Roma) |

|             |           |  |
| Scapolo 89’ | Marcatori |  |

| Bergamo 19 marzo 1995 26ª giornata | Atalanta            | 0 – 0 | Ancona | Stadio Atleti Azzurri d'Italia\| Arbitro: \| Franceschini (Bari) \| |
| Arbitro:                           | Franceschini (Bari) |       |        |                                                                     |

| Arbitro: | Ceccarini (Livorno) |

|                                                              |           |                                       |
| Nobile 20’ Gelsi 33’ Gaudenzi 45’ Luiso 49’ F. Giampaolo 81’ | Marcatori | 66’, 71’ Ganz 83’ Rotella 90’ Saurini |

| Arbitro: | Cesari (Genova) |

|                               |           |                                   |
| Morfeo 53’ Saurini 56’ (rig.) | Marcatori | 64’ Giunti 88’ (rig.) Cornacchini |

| Arbitro: | Collina (Viareggio) |

|                                                         |           |  |
| Lombardini 13’ Murgita 72’ M. Rossi 82’ A. Briaschi 85’ | Marcatori |  |

| Arbitro: | Boggi (Salerno) |

|                        |           |  |
| Magoni 17’ Montero 44’ | Marcatori |  |

| Verona 23 aprile 1995 31ª giornata | Verona                                 | 0 – 0 | Atalanta | Stadio Marcantonio Bentegodi\| Arbitro: \| Pellegrino (Barcellona Pozzo di Gotto) \| |
| Arbitro:                           | Pellegrino (Barcellona Pozzo di Gotto) |       |          |                                                                                      |

| Arbitro: | Rosica (Roma) |

|                                  |           |                 |
| Saurini 11’ (rig.) Locatelli 85’ | Marcatori | 75’ R. Quaranta |

| Arbitro: | Bazzoli (Merano) |

|               |           |                          |
| Teodorani 80’ | Marcatori | 74’ Morfeo 89’ Fortunato |

| Arbitro: | Amendolia (Messina) |

|               |           |  |
| Valentini 47’ | Marcatori |  |

| Arbitro: | Beschin (Legnago) |

|                       |           |                                                            |
| F. Inzaghi 54’ (rig.) | Marcatori | 19’ Bonacina 40’, 84’ (rig.) Ganz 73’ Pisani 90’ Valentini |

| Arbitro: | Farina (Novi Ligure) |

|                               |           |  |
| Ganz 12’ (rig.) Fortunato 40’ | Marcatori |  |

| Arbitro: | Ceccarini (Livorno) |

|               |           |          |
| Buonocore 21’ | Marcatori | 10’ Ganz |

| Arbitro: | Nicchi (Arezzo) |

|                        |           |            |
| Ganz 21’ Valentini 83’ | Marcatori | 73’ Strada |

### Coppa Italia
| Arbitro: | Bettin (Padova) |

|  |           |               |
|  | Marcatori | 79’ Fortunato |

| Arbitro: | Beschin (Legnago) |

|             |           |  |
| Herrera 75’ | Marcatori |  |

| Arbitro: | Collina (Viareggio) |

|                                   |           |                 |
| Bonacina 23’ Rodriguez 50’ (rig.) | Marcatori | 43’ Lantignotti |

## Statistiche

### Statistiche di squadra
| Competizione          | Punti | In casa | In casa | In casa | In casa | In casa | In casa | In trasferta | In trasferta | In trasferta | In trasferta | In trasferta | In trasferta | Totale | Totale | Totale | Totale | Totale | Totale | DR  |
| Competizione          | Punti | G       | V       | N       | P       | Gf      | Gs      | G            | V            | N            | P            | Gf           | Gs           | G      | V      | N      | P      | Gf     | Gs     | DR  |
| --------------------- | ----- | ------- | ------- | ------- | ------- | ------- | ------- | ------------ | ------------ | ------------ | ------------ | ------------ | ------------ | ------ | ------ | ------ | ------ | ------ | ------ | --- |
| Serie B               | 66    | 19      | 11      | 6       | 2       | 25      | 12      | 19           | 6            | 9            | 4            | 24           | 24           | 38     | 17     | 15     | 6      | 49     | 36     | +13 |
| Coppa Italia          |       | 1       | 1       | 0       | 0       | 2       | 1       | 2            | 1            | 0            | 1            | 1            | 1            | 3      | 2      | 0      | 1      | 3      | 2      | +1  |
| Torneo Anglo-Italiano |       | 2       | 1       | 1       | 0       | 3       | 1       | 2            | 1            | 1            | 0            | 3            | 1            | 4      | 2      | 2      | 0      | 6      | 2      | +4  |

### Statistiche dei giocatori
| Giocatore    | Serie B  | Serie B | Coppa Italia | Coppa Italia | Torneo Anglo-Italiano | Torneo Anglo-Italiano | Totale   | Totale |
| Giocatore    | Presenze | Reti    | Presenze     | Reti         | Presenze              | Reti                  | Presenze | Reti   |
| ------------ | -------- | ------- | ------------ | ------------ | --------------------- | --------------------- | -------- | ------ |
| T. Bigliardi | 13       | 0       | 1            | 0            | 1                     | 0                     | 15       | 0      |
| W. Bonacina  | 30       | 1       | 3            | 1            | 3                     | 1                     | 36       | 3      |
| N. Boselli   | 25       | 0       | 1            | 0            | 2                     | 0                     | 28       | 0      |
| V. Chianese  | 2        | 0       | 0            | 0            | 0                     | 0                     | 2        | 0      |
| F. Ferron    | 36       | 0       | 3            | 0            | 2                     | 0                     | 41       | 0      |
| D. Fortunato | 36       | 3       | 3            | 1            | 3                     | 1                     | 42       | 5      |
| M. Ganz      | 20       | 14      | 1            | 0            | 0                     | 0                     | 21       | 14     |
| G. Gibellini | 0        | 0       | 0            | 0            | 1                     | 0                     | 1        | 0      |
| T. Locatelli | 29       | 1       | 1            | 0            | 1                     | 0                     | 31       | 1      |
| O. Magoni    | 32       | 2       | 3            | 0            | 4                     | 0                     | 39       | 2      |
| P. Montero   | 34       | 2       | 3            | 0            | 3                     | 1                     | 40       | 3      |
| D. Morfeo    | 18       | 3       | 0            | 0            | 1                     | 0                     | 19       | 3      |
| S. Pavan     | 18       | 0       | 3            | 0            | 3                     | 0                     | 24       | 0      |
| C. Pavone    | 22       | 0       | 1            | 0            | 2                     | 0                     | 25       | 0      |
| D. Pinato    | 4        | 0       | 1            | 0            | 2                     | 0                     | 7        | 0      |
| F. Pisani    | 20       | 1       | 2            | 0            | 2                     | 0                     | 24       | 1      |
| M. Poloni    | 0        | 0       | 0            | 0            | 0                     | 0                     | 0        | 0      |
| L. Rodriguez | 10       | 1       | 1            | 1            | 4                     | 1                     | 15       | 3      |
| F. Rotella   | 18       | 1       | 1            | 0            | 3                     | 0                     | 22       | 1      |
| S. Salvatori | 23       | 0       | 3            | 0            | 2                     | 0                     | 28       | 0      |
| G. Saurini   | 23       | 9       | 2            | 0            | 2                     | 2                     | 27       | 11     |
| C. Scapolo   | 18       | 4       | 2            | 0            | 2                     | 0                     | 22       | 4      |
| G. Temelin   | 1        | 0       | 0            | 0            | 0                     | 0                     | 1        | 0      |
| E. Tresoldi  | 9        | 0       | 1            | 0            | 2                     | 0                     | 12       | 0      |
| M. Valentini | 25       | 3       | 0            | 0            | 1                     | 0                     | 26       | 3      |
| S. Vecchiola | 20       | 4       | 2            | 0            | 2                     | 0                     | 24       | 4      |
| M. Zanchi    | 9        | 0       | 2            | 0            | 3                     | 0                     | 14       | 0      |